# Thomas Feyrsinger

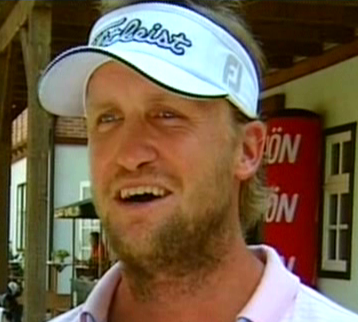

Thomas Feyrsinger (Kitzbühel, 7 augustus 1976) is een professioneel golfer uit Oostenrijk.
Thomas Feyrsinger had als amateur handicap +2 en werd in 1998 professional. In 2008 kwam hij voor de eerste keer in de top-50 van de Europese Challenge Tour, en in 2010 weer. Hij is al zeven keer naar de Tourschool geweest, met matig succes.
Op de Alps Tour won hij in 2005 het Neuchâtel Open, en op de Challenge Tour is zijn beste resultaat een 9de plaats bij het Kenya Open in 2011.
Feyrsinger is in 2007 getrouwd met Claudia. Ze wonen in Kirchberg.

## Gewonnen
Nationaal
- 2000: PGA kampioenschap
- 2005: PGA kampioenschap

Alps Tour
- 2005: Open de Neuchâtel, Gösser Open, Open le Pavoniere